# Rhyacophila khiympa
Rhyacophila khiympa är en nattsländeart som beskrevs av Schmid 1970. Rhyacophila khiympa ingår i släktet Rhyacophila och familjen rovnattsländor. Inga underarter finns listade i Catalogue of Life.